# Берндт, Оттомар Вильгельмович
Оттомар Вильгельмович Берндт (1 июля 1896, Ровно, Волынская губерния, Российская империя — сентябрь 1941, СССР) — советский композитор немецкого происхождения.

## Биография
Окончил Харьковскую консерваторию по классам фортепиано и композиции, некоторое время учился у С. С. Богатырёва. С 1921 года преподавал в Харьковском музыкальном техникуме. Был концертмейстером украинской хоровой капеллы «ДУХ», одним из основателей харьковской Ассоциации пролетарских музыкантов. Основу композиторского наследия Берндта составляют массовые песни («Марш Днепростроя», «Красноармейская маршевая», «Встанут на Рейне и Темзе: марш октябрьских демонстрантов» (слова Н. Булатовича) и др.), детские песни, обработки украинских народных песен для хора. Берндту принадлежат также симфоническая поэма «Четыре песни ашуга», Скерцо для симфонического оркестра, концерт для фортепиано с оркестром, сюита на крымскотатарские народные темы, фортепианные произведения (в том числе учебного репертуара).
После начала Великой Отечественной войны арестован как этнический немец и, видимо, расстрелян.